# John Eatton Le Conte
John Eatton Le Conte (ou John Eatton LeConte ou John Eaton Leconte) est un  naturaliste américain, né le 22 février 1784 à Shrewsbury dans le New Jersey et mort le 21 novembre 1860.

## Biographie
Il est le fils de Jane Sloane et de John Eatton Le Conte. Il est diplômé du Collège Columbia de New York où il a suivi les cours d’histoire naturelle de David Hosack (1769-1835), fondateur du jardin botanique d'Elgin. Le frère aîné de John, Louis, hérite de la plantation familiale de Woodmanston, près de Midway (Géorgie). Bien que John vive à New York ou en Nouvelle-Angleterre, il passe ses hivers à Woodmanston. Il souffre de rhumatismes et probablement d’autres affections presque toute sa vie.
En avril 1818, John devient capitaine dans le corps des ingénieurs topographes de l’armée américaine. Il est notamment cantonné dans la région de Norfolk (Virginie), de Savannah (Géorgie) et Ossabaw Sound, également en Géorgie. Le Conte obtient son brevet de major en avril 1820 et quitte l’armée en août 1831.
Fin 1821, Le Conte propose au ministre de la guerre, John Caldwell Calhoun (1782-1850), une expédition dans un territoire nouvellement acquis, la Floride. Plus tard, alors qu’il est en poste pour l’hiver à Savannah, il propose à nouveau l’organisation d’une expédition. Il demande 970 dollars, permettant l’ajout d’un sloop et le salaire de son équipage pour un mois. Le ministère de la guerre lui offre seulement 600 dollars. Début 1822, il se rend à Fernandina en Floride avec un ordre de mission ordonnant au major-général Winfield Scott (1786-1866), commandant de l'île d'Amelia, de lui fournir huit hommes et un officier non breveté pour l’accompagner dans son expédition.
L’expédition de Le Conte, qui compte le lieutenant Edwin R. Alberti, explore la rivière St John qui avait été précédemment explorée par John Bartram (1699-1777) et son fils William Bartram (1739-1823) en 1765 et 1766 et une autre fois par William Bartram de 1773 à 1777, mais aucune des précédentes expéditions n’avaient atteint la source de la rivière. Le Conte échouera également : il se trompe en pensant que le lac Okeechobee (qui est indiqué comme la source de la rivière St John sur de nombreuses cartes) n’existe pas et il commet des erreurs dans ses relevés du lac Georges.
Sa plus ancienne publication est un catalogue en latin des plantes de l’île de Manhattan. Très tôt, il souhaite faire paraître une flore de l’Amérique, objectif en partie atteint lorsque Stephen Elliott (1771-1830) fait paraître A Sketch of the Botany of South-Carolina and Georgia. Il publie alors une série de publications, chacune sur un genre différent. Il y critique Elliott bien qu’il ait partagé ses observations sur le genre Utricularia. Après la mort d’Elliott, Le Conte ne fait plus paraître que de façon épisodique des articles sur les végétaux.
Les premiers intérêts de Le Conte l’entraînent plutôt vers la zoologie. Il est coauteur de l’Histoire générale et iconographie des lépidoptères et des chenilles de l’Amérique septentrionale avec Jean-Baptiste Alphonse Dechauffour de Boisduval (1799-1879) qui paraît à Paris. Les illustrations de cet ouvrage sont de la main de John Abbot (1751-1840 ou 1841).
Le Conte écrit également sur les grenouilles, les crapauds, les petits mammifères, les reptiles et les crustacés. Les dessins en couleurs représentant les différentes tortues de l’Amérique du Nord le feront surnommer l’Audubon des tortues. Il nomme vingt-deux espèces et sous-espèces de tortues du sud-est des États-Unis d'Amérique.
Le Conte est membre de la Société linnéenne de Londres et est le vice-président du Lyceum of Natural History de New York. À la suite de son installation à Philadelphie après 1841, Le Conte est élu vice-président de l’Academy of Natural Sciences of Philadelphia. Il se marie avec Mary Ann Hampton Lawrence le 22 juillet 1821 à New York. Leur fils, John Lawrence Le Conte (1825-1883), deviendra l’un des plus grands entomologistes, pionnier de cette discipline aux États-Unis. Mary Le Conte meurt le 19 novembre 1825 lors d’un voyage de la Géorgie vers New York.

## Sources
- (en) Cet article est partiellement ou en totalité issu de l’article de Wikipédia en anglais intitulé « John Eatton Le Conte » (voir la liste des auteurs).